# إيفور بالسدوتير
إيفور بالسدوتير أو إيفور , هي مغنية وكاتبة اغاني وموسيقية فاروية ذات صوت مميز واغاني كثيرة من نطاق واسع من الأنواع الموسيقية مثل الروك، البوب، الجاز، الموسيقي الشعبية والموسيقي الأوروبية الكلاسيكية.
معظم اغانيها باللغة الفاروية، وبعضها بالدنماركية والآيسلندية والسويدية، مؤخرا صدر لها اغاني باللغة الأنجليزية.

## المسيرة

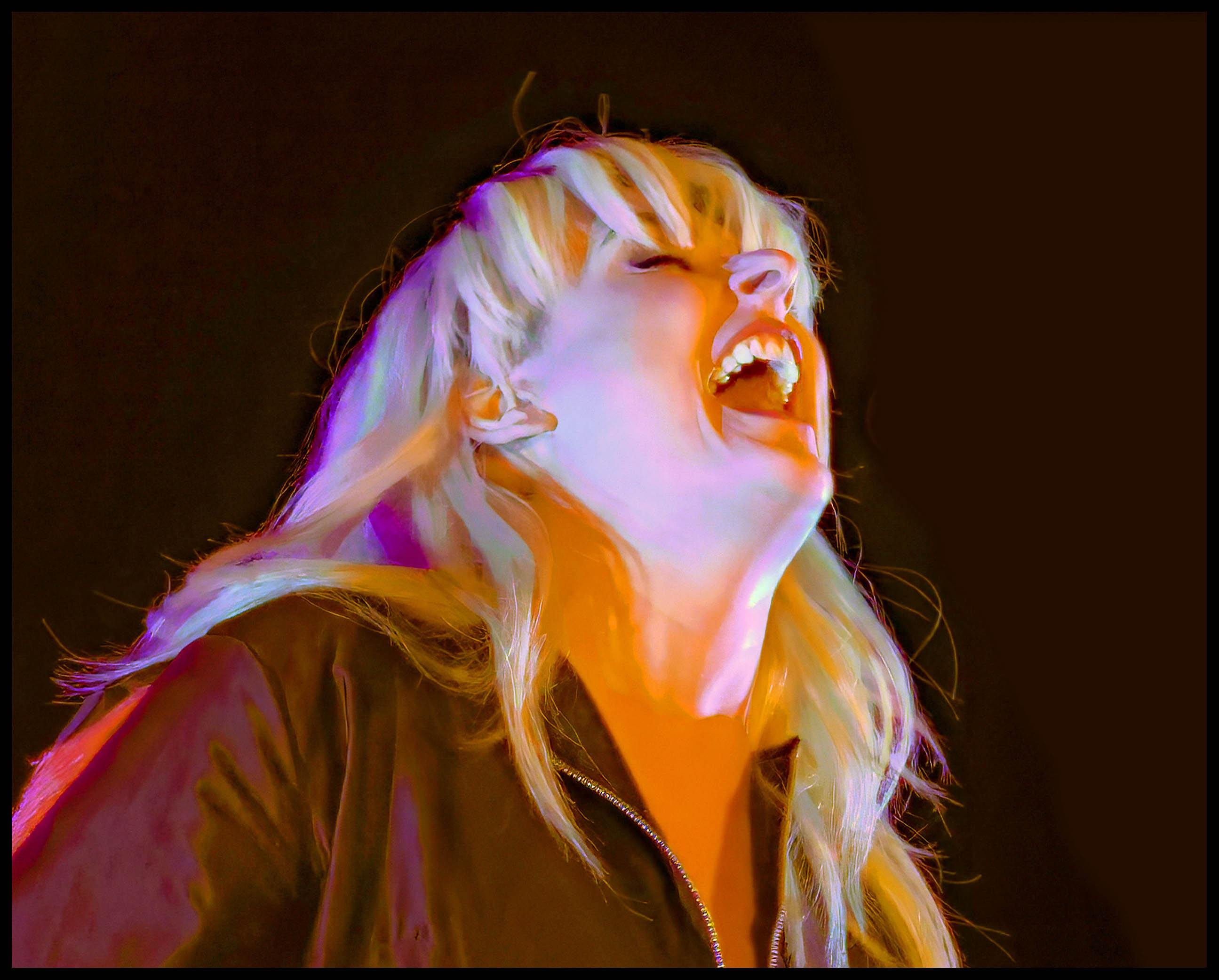
أداؤها في مهرجان إيرويفز، أيسلندا

بدأت إيفور مسيرتها في سن الـ13 عندما قدمت أول عرض غنائي لها علي التلفزيون الفاروي، وفازت بمسابقة غنائية في نفس العام، في سن الـ15 انضمت إيفور الي فرقة موسيقية تدعي «كليك هايز».
مؤخرا بعد سنة، اصدرت إيفور أول ألبوم لها بعنوان "Eivør Pálsdóttir". كان الألبوم عبارة عن مجموعة من البالاد الفاروية مصحوبة بعزف الجيتار وموسيقي البيز وبعض من تأثيرات موسيقي الجاز، وكانت بعض الأغاني مبنية علي بعض من الكتابات لكتاب فارويين مشهورين مع أغاني كتبتها إيفور بنفسها، ومنذ ذلك الوقت أصبحت إيفور موسيقية محترفة.

## اعمالها الموسيقية

### الألبومات
1. Eivør Pálsdóttir (صدر في عام 2000)
2. Clickhaze EP (صدر في عام 2002)
3. Yggdrasil (صدر في عام 2002)
4. Krákan (صدر في عام 2003)
5. Eivør (صدر في عام 2004)
6. Trøllabundin (صدر في عام 2005)
7. Human Child (صدر في عام 2007)
8. Mannabarn (صدر في عام 2007)
9. Eivör Live [5]
10. Undo your mind EP (صدر في عام 2010)
11. Larva (صدر في عام 2010)
12. Room (صدر في عام 2012)
13. The Color of Dark (صدر في عام 2014)
14. Bridges (صدر في عام 2015)
15. Slør (صدر في عام 2015)
16. At The Heart of a Selkie (صدر في عام 2016)
17. Slør (صدر في عام 2017)

### الأغاني المنفصلة
1. Undo Your Mind (صدر في عام 2010)
2. Dansaðu vindur (صدر في عام 2013)
3. Faithful Friend (صدر في عام 2015)
4. Remember Me (صدر في عام 2015)
5. In My Shoes (صدر في عام 2017)

## الجوائز
- جائزة مرأة العام الفاروية (2004)
- بلانيت اواردز - جائزة أفضل مغنية «جوائز جزر فارو الموسيقية» (2006)
- بلانيت اواردز - جائزة أفضل مغنية (2009)
- بلانيت اواردز - جائزة أفضل مغنية/فنانة/ألبوم (2012)
- جائزة DGBFA لعام 2013 [6]

## روابط خارجية
- إيفور بالسدوتير على موقع IMDb (الإنجليزية)
- إيفور بالسدوتير على موقع ميوزك برينز (الإنجليزية)
- إيفور بالسدوتير على موقع ديسكوغز (الإنجليزية)